# Hippodrome des fleurs

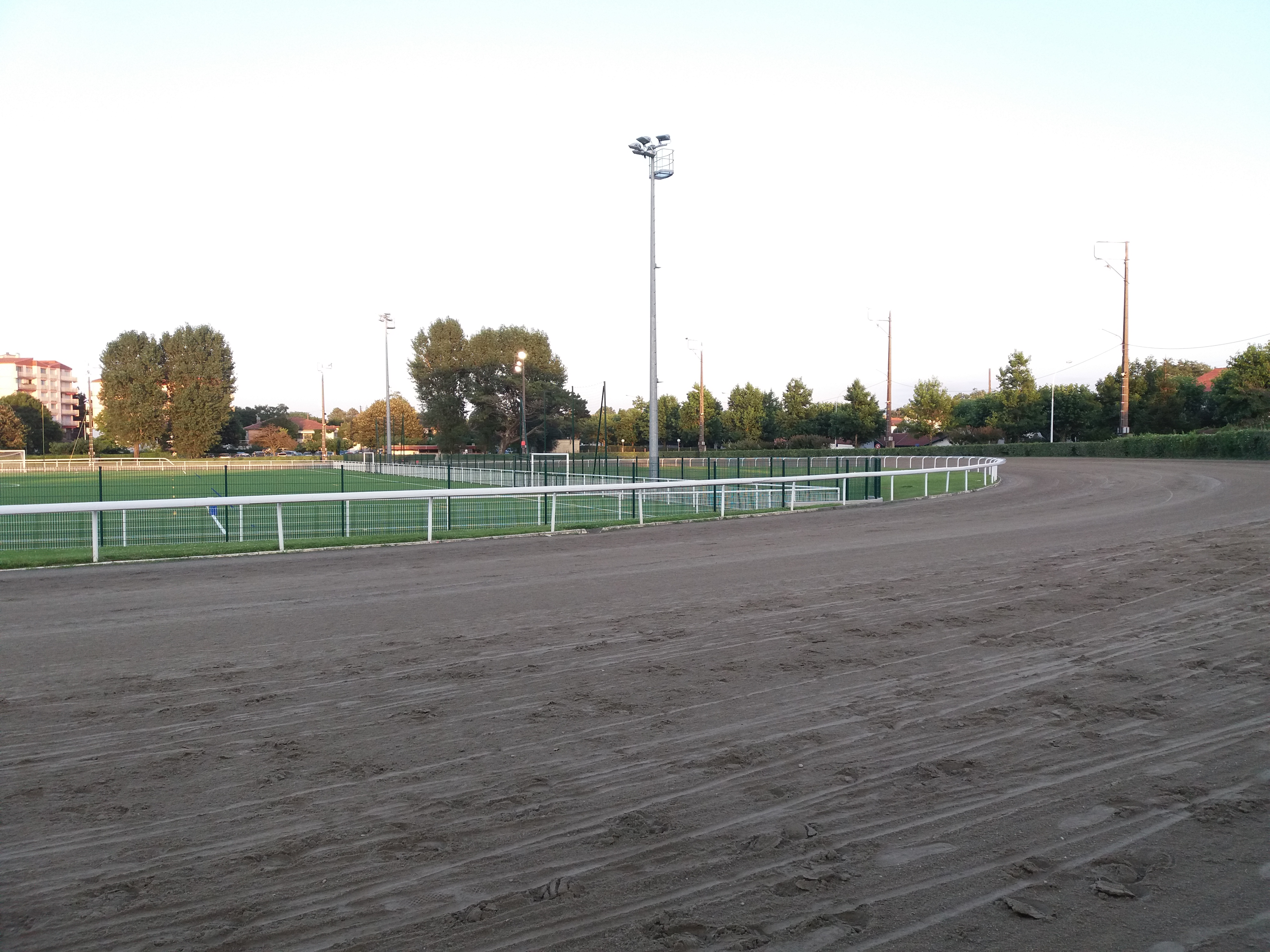
Virage sud.

 (juillet 2018).
Si vous disposez d'ouvrages ou d'articles de référence ou si vous connaissez des sites web de qualité traitant du thème abordé ici, merci de compléter l'article en donnant les références utiles à sa vérifiabilité et en les liant à la section « Notes et références ».
L'Hippodrome des fleurs se situe à Biarritz dans les Pyrénées-Atlantiques.
C'est un hippodrome de trot avec une piste de 803 m en sable avec corde à droite. Il s'agit d'une des pistes les plus courtes de France.